# Silnice I/9
Die Silnice I/9 (tschechisch für: „Straße I. Klasse 9“) ist eine tschechische Staatsstraße (Straße I. Klasse), die von Prag ausgehend in nördlicher Richtung zur deutschen Grenze führt. Die Fernverkehrsstraße gilt aufgrund ihrer Verkehrsbelastung, höhengleicher Kreuzungen, zahlreicher Kurven und Steigungen als besonders unfallreich.

## Verlauf
Die Straße beginnt an der Anschlussstelle (exit) 1 der Autobahn Dálnice 8 im Norden von Prag, verläuft an Neratovice (Neratowitz) vorbei, quert die Elbe, kreuzt in Mělník (Melnik) die Silnice I/16 und führt weiter über Liběchov (Liboch) und Dubá (Dauba) nach Jestřebí u České Lípy (Habstein), wo die Silnice I/38 nach Südosten abzweigt und nimmt nach weiteren vier Kilometer die Silnice I/15 auf. In ihrem weiteren Verlauf durchzieht sie Česká Lípa (Böhmisch Leipa)  auf einer in den 1987  erbauten, über 700 Meter langen Hochstraße und trifft in Nový Bor (Haida) auf die Silnice I/13, mit der sie über eine Strecke von sechs Kilometer nach Osten gemeinsam verläuft. Sie zweigt wieder nach Norden ab und überschreitet auf dem Pass Stožecké sedlo (Schöbersattel; 602 m n.m.) das Lausitzer Gebirge (Luzické hory). Von dort aus führt sie im Böhmischen Niederland bis kurz vor Rumburk (Rumburg), zweigt dort nach Osten zur tschechisch-deutschen Grenze ab, von der aus die sächsische Staatsstraße 148 zur deutschen Bundesstraße 96 weiterführt.
Die Länge der Straße beträgt rund 108 Kilometer.

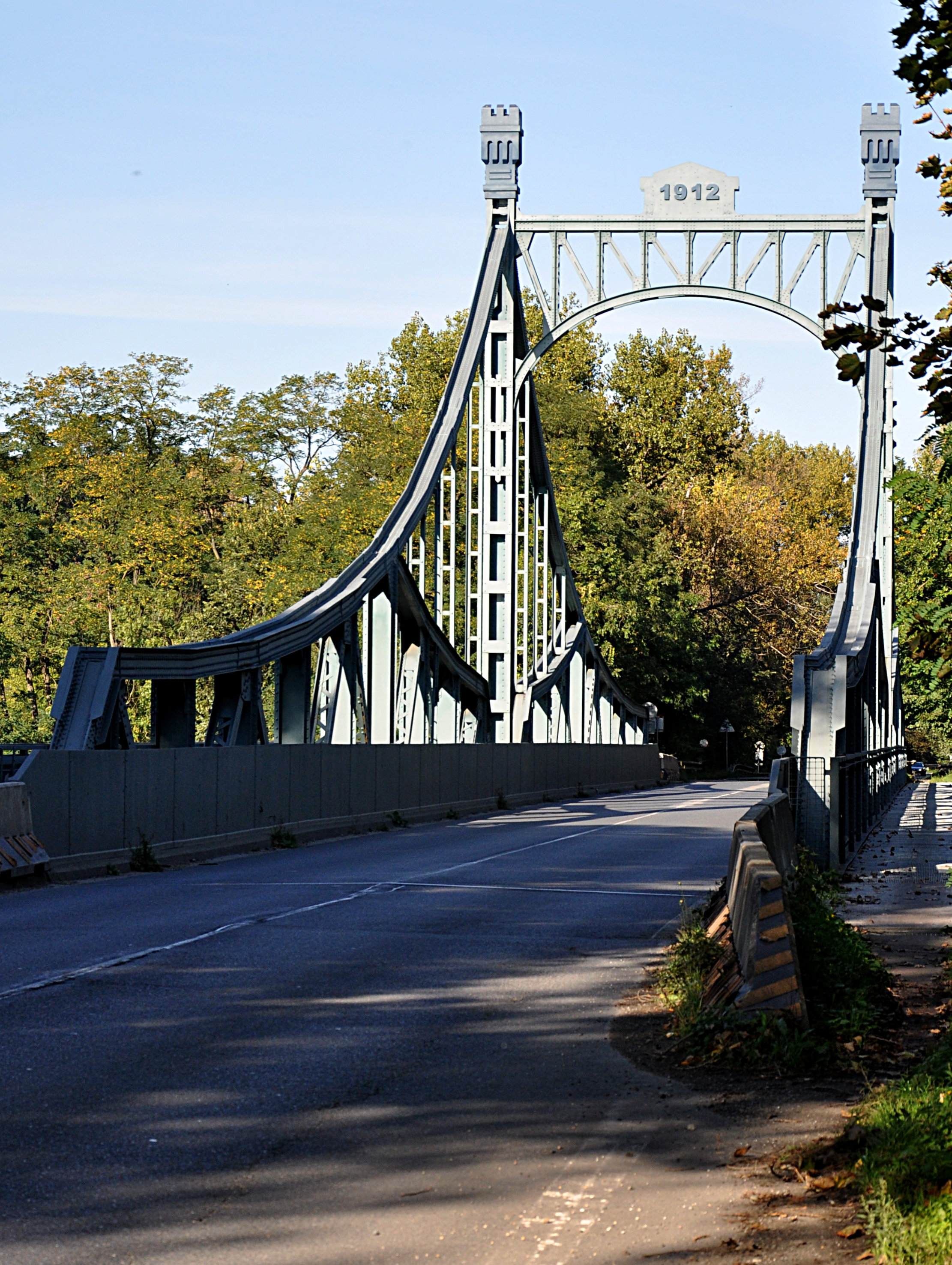
1912 errichtete Stefansbrücke über die Elbe. Die Brücke ist denkmalgeschützt und wurde 2003 umfangreich instand gesetzt
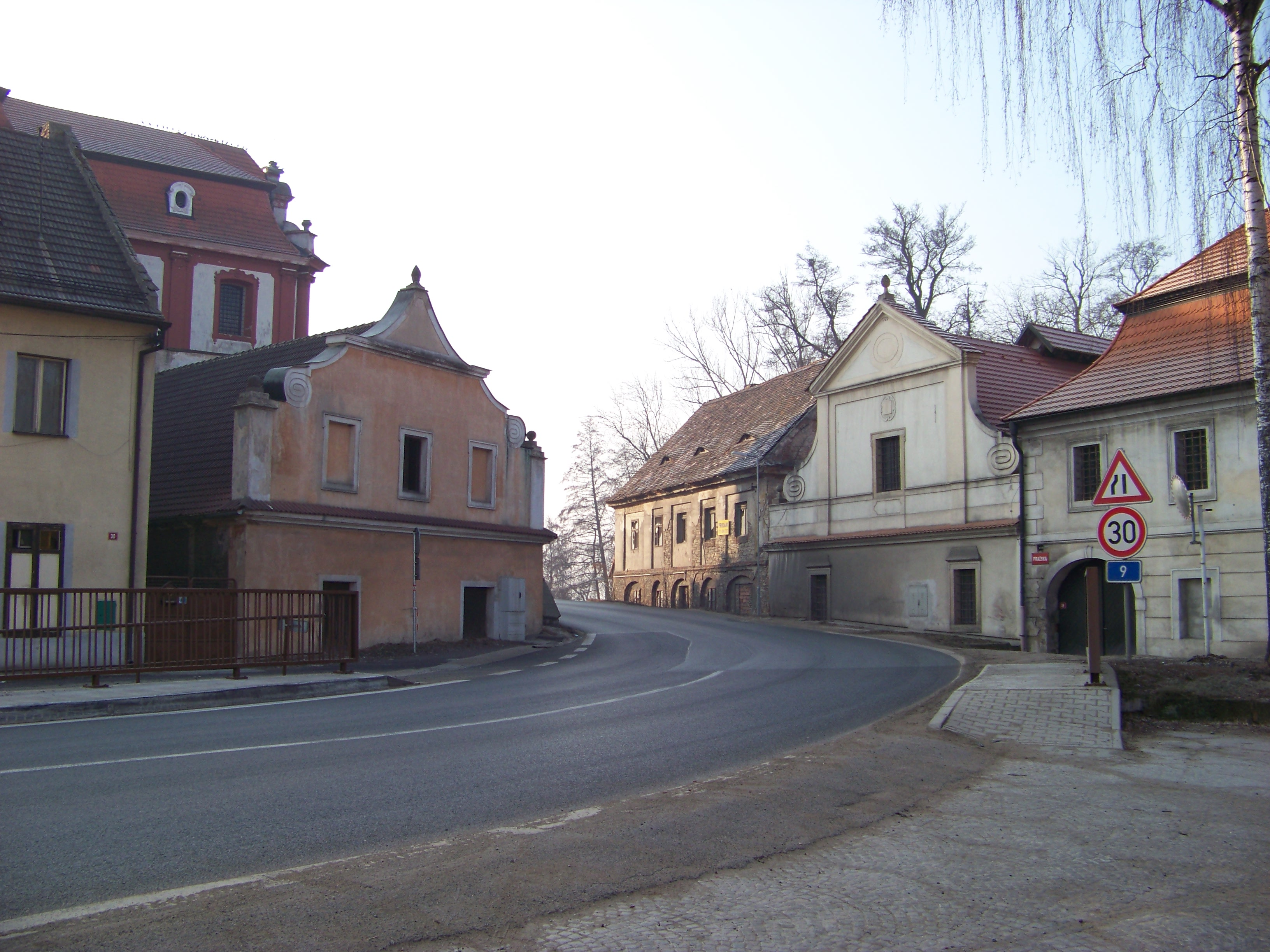
Situation in Liběchov: Die I/9 führt mit einer Kurve um die Kirche St. Gallus über den Marktplatz
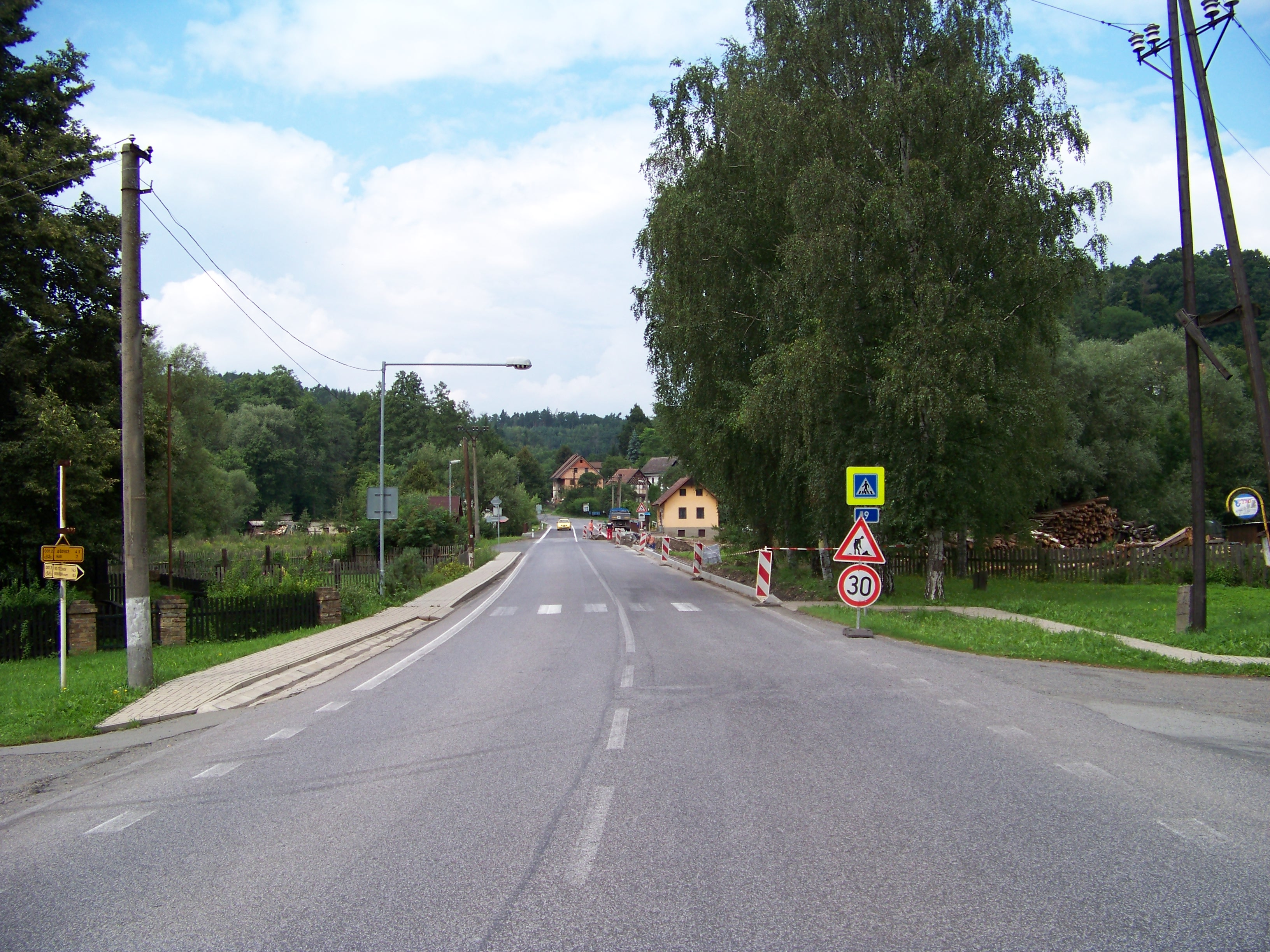
Tupadly: Führung der I/9 durch den Ort im Tal des Libochner Bachs
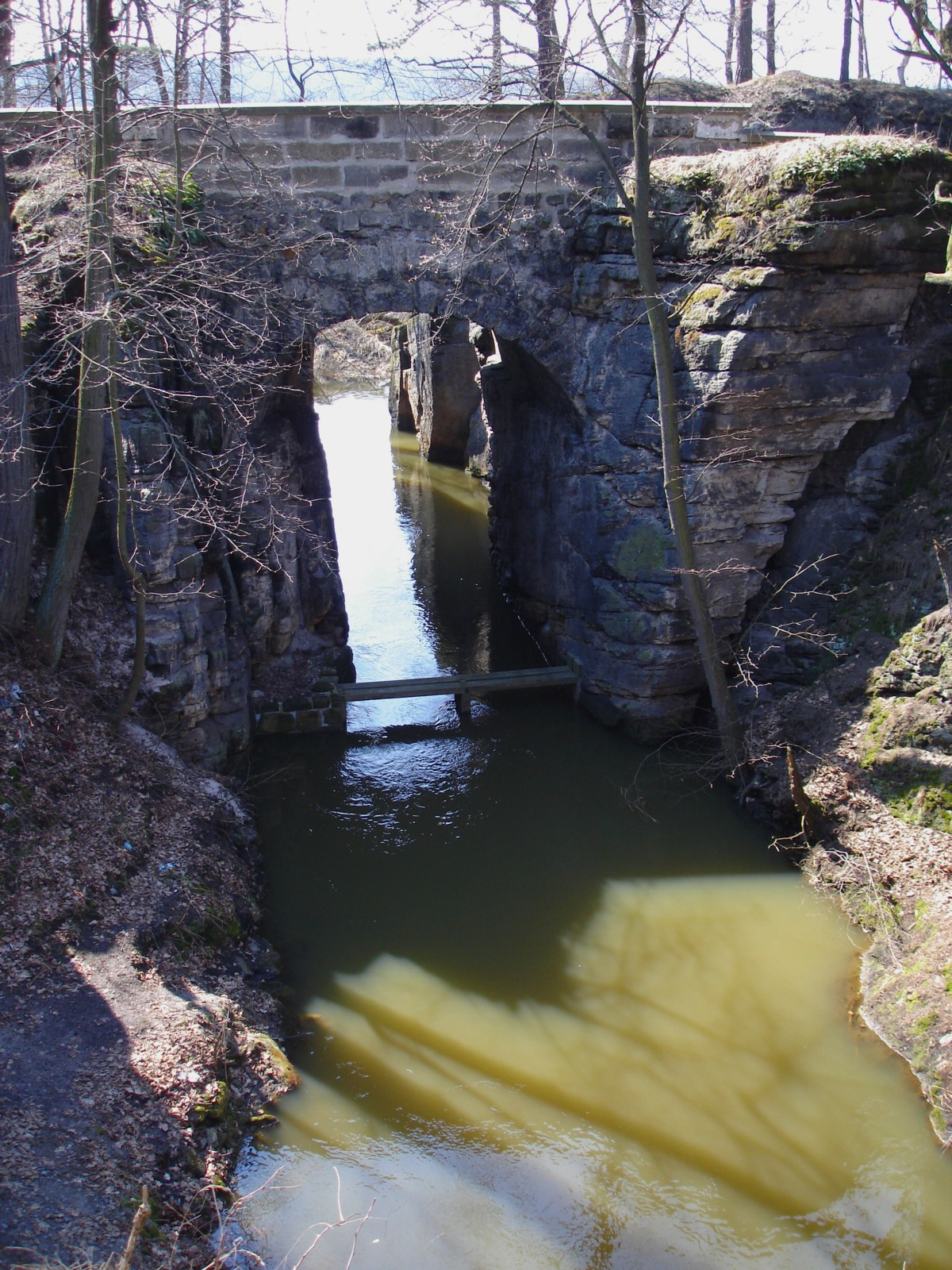
Zahrádky: Die Mnichovská průrva ist ein künstlich erstellter Felskanal über den die I/9 auf einer alten Steinbrücke führt
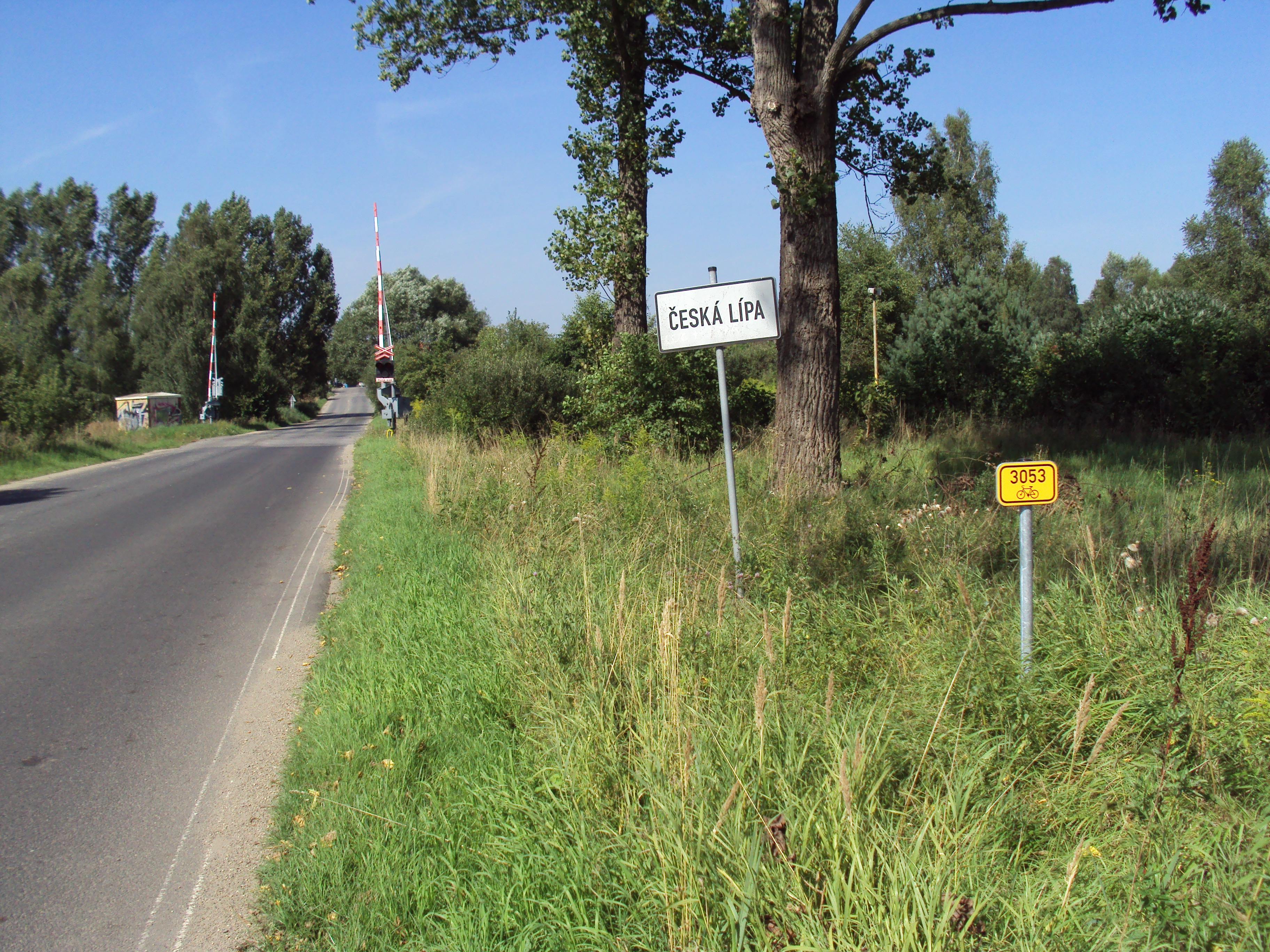
Die Straße 5. května in Česká Lípa führte bis zur Fertigstellung der Hochstraße die I/9
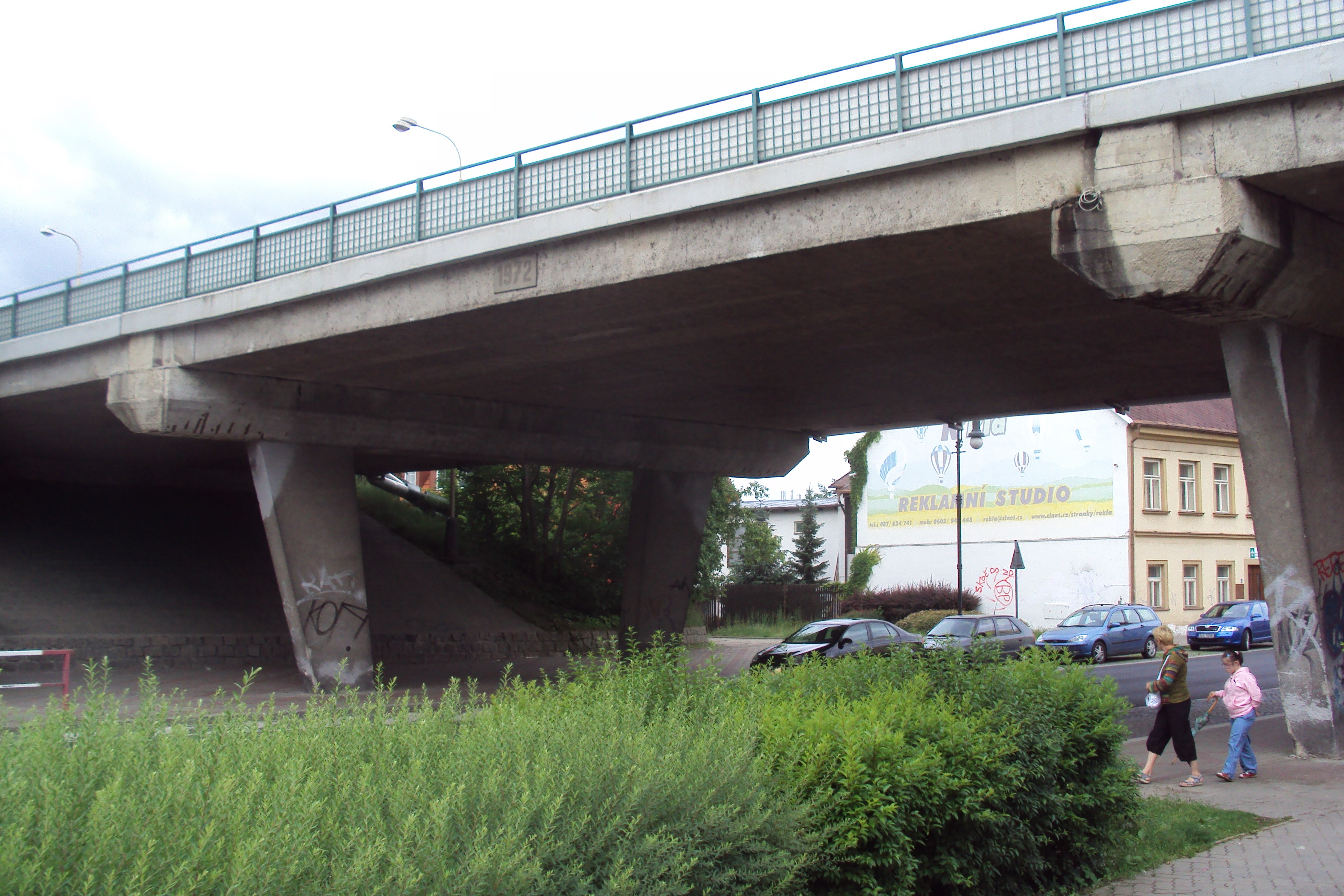
Die 1972 erbaute Querung über die Straße Moskevská in Česká Lípa als Teil der Hochstraße wurde 2016 ersetzt
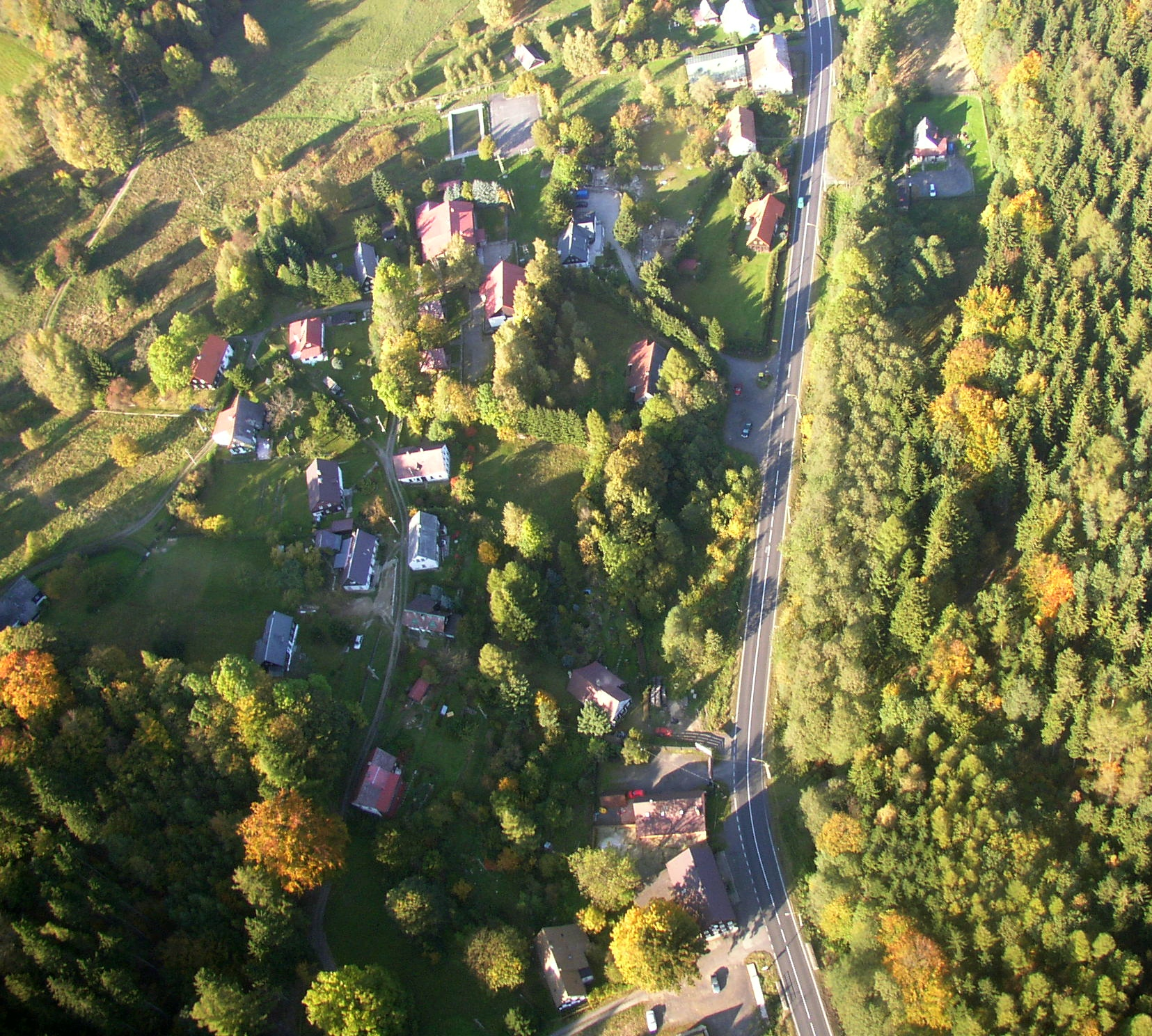
Die I/9 führt am Ende des Gebirgspasses durch die Siedlung Lesné
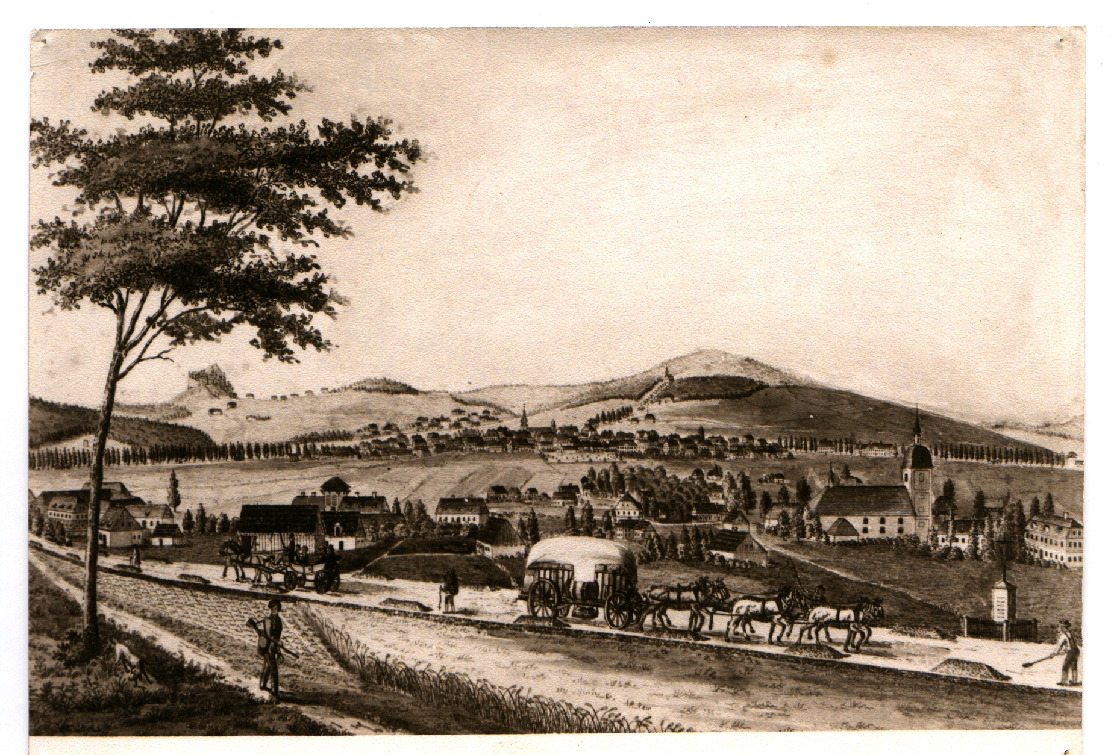
Die heutige I/9 als Kaiserstraße zwischen Prag und Rumburk in Dolní Podluží vor dem Bau der Bahnlinie im Jahr 1869

## Ausbau
Der langfristige Umbau der I/9 soll die Verkehrssicherheit erhöhen, Ortsdurchfahrten umgehen und die Kapazität sowie Reisegeschwindigkeit erhöhen. Zwischen Mělník und Liběchov wird die Fahrbahn stark durch die steile Böschung zur Elbe und den steilen Weinbergen auf der anderen Seite stark begrenzt. In Liběchov führt die Straße durch den Ortskern über eine scharfe Kurve. Danach schlängelt die Straße im Tal des Libochner Bachs, wo wegen der beengten Situation und Naturschutzes im Gebiet der Daubaer Schweiz ein Ausbau nicht realisierbar ist oder von Anliegern blockiert wird. Eine Verlegung der Straße aus dem Tal ist langfristig nicht geplant (Stand 2022).
Mit der Verkehrsverlagerung auf die in den 2000er-Jahren etappenweise fertiggestellte Dálnice 8 / Bundesautobahn 17 nahm die Verkehrsbelastung, insbesondere durch Lastkraftwagen, auf der I/9 vergleichsweise stark ab. Dennoch ist die I/9 auf einigen Abschnitten stark befahren.

### Ortsumgehungen Mělník und Dubá
In Mělník wird seit 2014 in vier Bauetappen eine Ortsumgehung gebaut. Die ersten beiden Bauabschnitte hiervon sind 2016 und 2022 für den Verkehr freigegeben worden. Geplant ist die Fertigstellung der kompletten Ortsumgehung für 2032.
Die Umgehung von Dubá ist seit 2017 unter Verkehr.

### Kreuzungen Jestřebí und Zahrádky

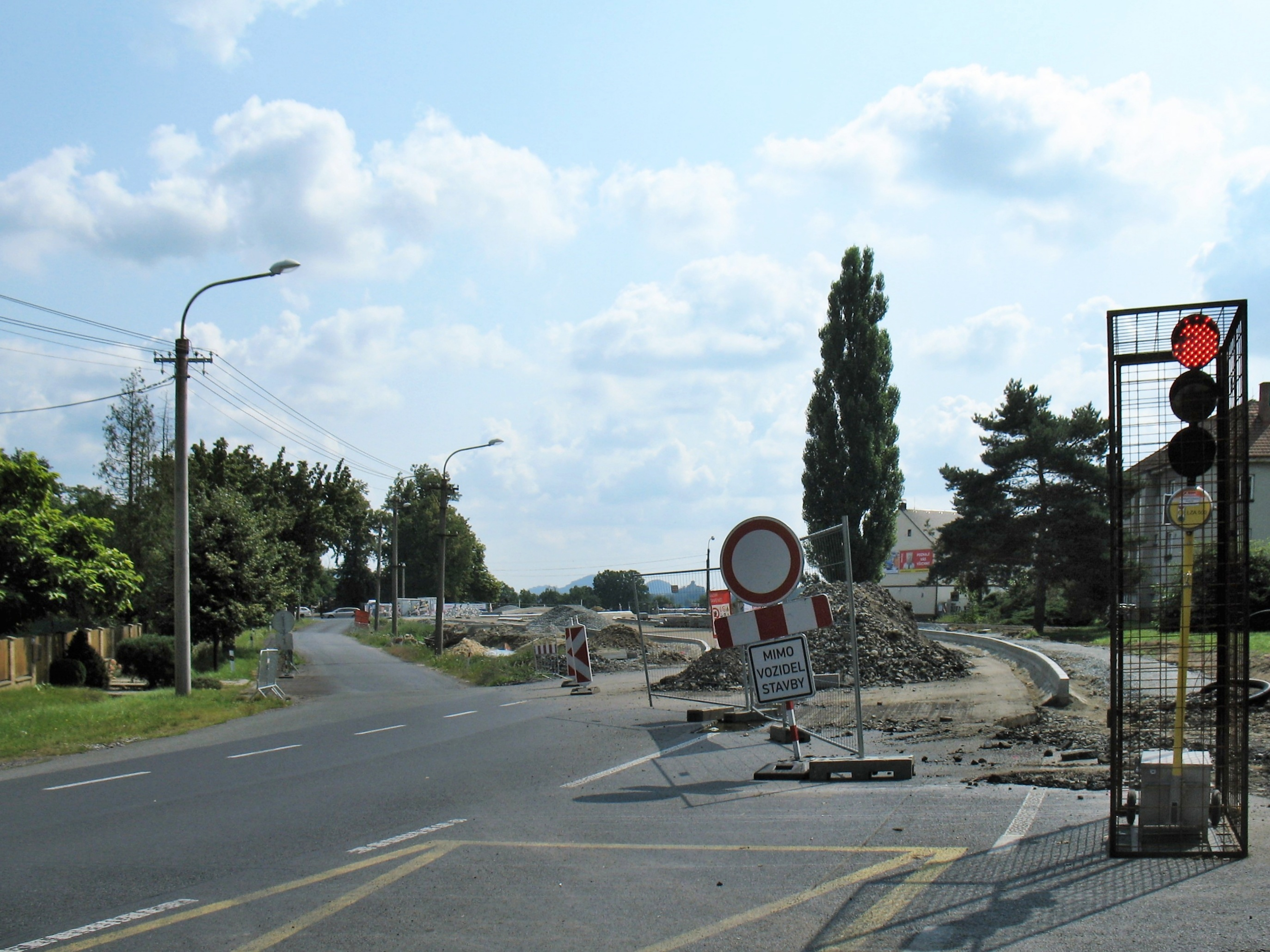
Bau des Kreisverkehrs in Zahrádky im Jahr 2021

Bei Jestřebí u České Lípy trifft die I/9 auf die I/38. Die unfallträchtige höhengleiche Kreuzung wurde 2023 in einen Kreisverkehr umgebaut und im September eröffnet.
Ebenfalls realisiert wurde ein Kreisverkehr statt der früheren höhengleichen Kreuzung mit der I/15 bei Zahrádky u České Lípy bereits im Jahr 2021.
Beide Kreisverkehre sind hier als verkehrssichernde Provisorien umgesetzt worden, da unklar ist, wann die teilweise Neutrassierung und Begradigung mit Abschnitten im 2+1-System zwischen Jestřebí über Zahrádky nach Sosnová mit insgesamt etwa 8,3 Kilometer Länge final projektiert wird. Hierbei sollen für eine größere Streckenkapazität und einen sichereren Verkehrsfluss die Kreisverkehre durch kreuzungsfreie Anschlüsse an die I/38 und I/15 sowie eine weitere Bezirksstraße ersetzt werden. Die Info hierzu sind zwar im Januar 2024 aktualisiert worden, ohne jedoch über die Planungen der Studie von 2016 hinaus neue Zeitangaben zu machen.

### Ortsumgehungen Česká Lípa und Nový Bor

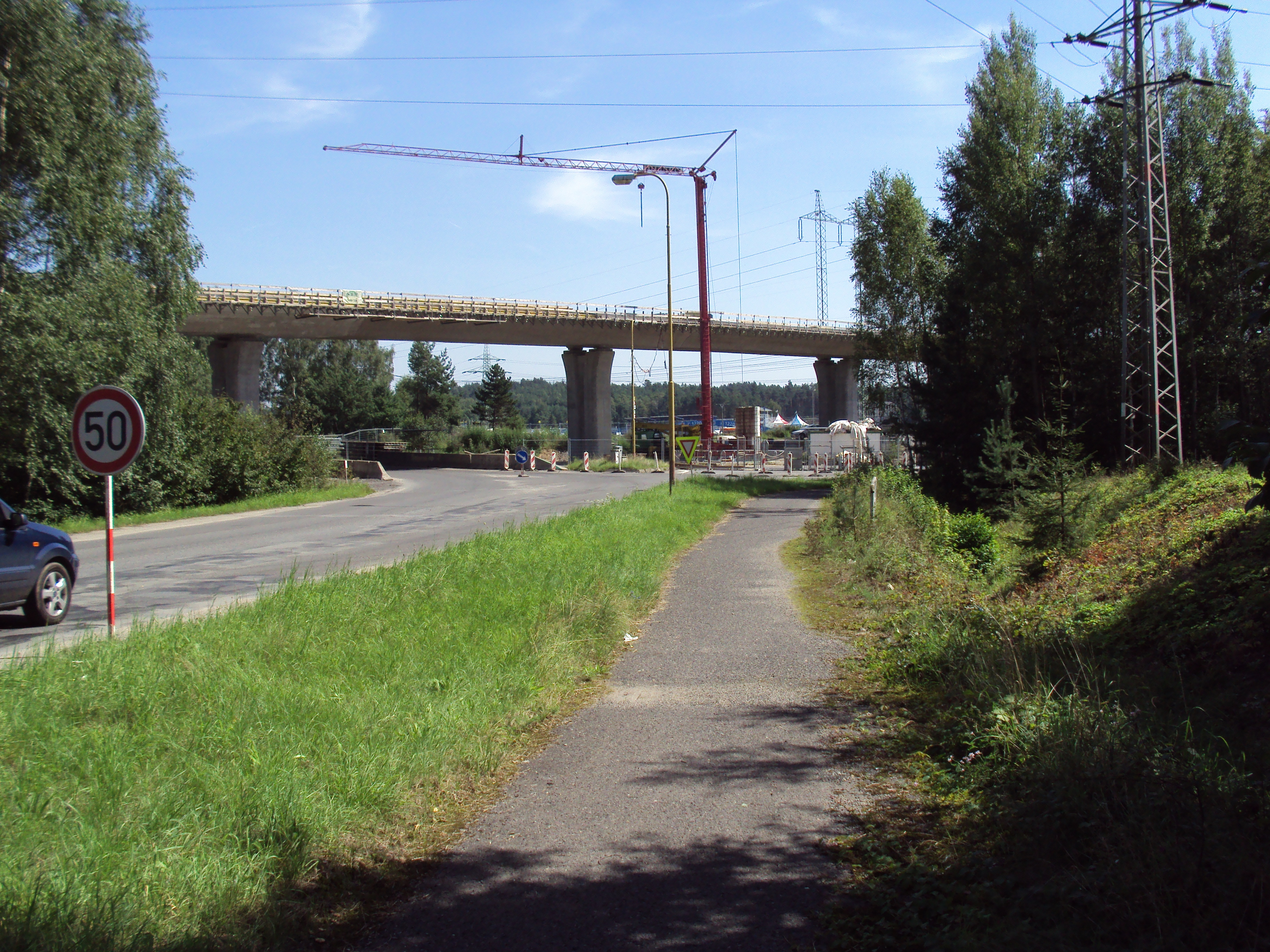
Letzte Bauphase des kreuzungsfreien Anschlusses bei Sosnová im Sommer 2010

Die 1994 fertiggestellte I/9-Ortsumgehung um Nový Bor soll durch eine neue, mit direkter Anbindung an die geplante Umgehungsstraße von Česká Lípa ersetzt werden. Dafür soll der 2011 fertiggestellte kreuzungsfreie Anschluss bei Sosnová u České Lípy verwendet werden. Ursprünglich sollte die 2009 begonnene Neutrassierung der I/9 zwischen Česká Lípa und Nový Bor fertiggestellt sein, durch einen Wechsel der politischen Führung im Verkehrsministerium wurden die Baumaßnahmen durch den Verkehrsminister Vít Bárta gestoppt. Als Begründung wurden überhöhte Baukosten genannt. Die abgenutzte Hochstraße, die in mehreren Etappen seit den späten 1960er Jahren bis 1987 errichtet wurde, in Česká Lípa soll nach Freigabe der Umgehung ersatzlos abgerissen werden. Eine Fußgängerbrücke über die I/9 nordwestlich bei Nový Bor ist 2010 fertiggestellt worden.
Die Hochstraße wurde 2006 teilweise saniert. Um die Zeit bis zur Realisierung der Ortsumgehung den Bestand der Hochstraße zu sichern, beabsichtigt das staatliche Direktorium für Straßen eine Sanierung der rund 800 Meter langen Hochstraße. Diese fing 2022 mit der Sanierung im Ober- und Unterbau an. In einer zweiten Etappe soll ab 2023 soll auch die Abdichtung, Leitplanken und Gesimse saniert werden. Damit geht eine Erneuerung der Fahrbahn einher. Täglich fahren im Schnitt über 15.000 Fahrzeuge über die Hochstraße.
Für die beabsichtigte Ortsumgehung Česká Lípas westlich an der Stadt vorbei wird seit April 2024 der erste Bauabschnitt (ursprünglich als zweite Bauetappe geplant) über 1,5 Kilometer Länge mit sechs Brücken zwischen dem Kreisverkehr mit der Straße Litoměřická und dem Kreisverkehr Dolní Libchava mit der Bezirksstraße II/262 gebaut. Die Fertigstellung ist voraussichtlich 2025. Dieser Anschluss soll dann im zweiten Bauabschnitt kreuzungsfrei ausgebaut werden, wenn von Dolní Libchava über 10,3 Kilometer im 2+1-System nach Nový Bor mit Baustart im Jahr 2027 fortgesetzt wird, die Eröffnung ist voraussichtlich 2030.

### Ausbau und Ortsumgehung bei Svor
Zwischen Nový Bor und Svor wurde die Straße auf einer Länge von 3,5 Kilometern seit 2022 vierspurig ausgebaut. Hierbei wurde die unfallträchtige Kreuzung bei Svor mit der nach Cvikov führenden I/13 durch einen Kreisverkehr ersetzt, die Bauarbeiten waren im Sommer 2024 abgeschlossen.
Vorbereitet wird auch die Ortsumgehung von Svor. Die I/9 führt derzeit im Ortskern über eine 90-Grad-Kurve, welche als Verkehrshindernis gilt. Eine Behinderung für den Verkehrsfluss ist auch direkt hinter Svor die starke Steigung von 11 Prozent des beginnenden Gebirgspasses nach Rumburk. Hier wird seit 2024 vom Kreisverkehr mit der I/13 eine 1,9 Kilometer lange Neubaustrecke östlich am Ort vorbei gebaut, die durch Aufschüttung eines Dammes einen flacheren Anstieg zum Schöbersattel gewährleistet. Auf 1,1 Kilometern gibt es im dann 7,5 Prozent steilen Anstieg einen zweiten Fahrstreifen bergan, die Fertigstellung ist voraussichtlich 2027.

### Ertüchtigung Stožecké sedlo bis Rumburk
Zwischen 1981 und 1983 wurde die Strecke am Schöbersattel (Stožecké sedlo) mit Langsamfahrstreifen ausgebaut. Im Sommer 2021 ist hier eine Fußgängerbrücke über die I/9 fertiggestellt worden. Bis dahin mussten Wanderer die unübersichtliche Straße direkt überqueren. Im weiteren Verlauf nach Dolní Podluží sollen bei der Ortschaft Lesné bis 2026 zwei gefährliche, den Verkehrsfluss behindernde Kurven begradigt werden und neue Wege für Fußgänger entstehen.
Die Kreuzung der Straßen I/9 und II/264 bei Jiřetín pod Jedlovou wurde 2010 durch einen Kreisverkehr ersetzt. In den 1980er und 1990er Jahren wurden insbesondere an Steigungen zahlreiche Abschnitte ebenfalls mit Langsamfahrstreifen ausgebaut, damit Kraftfahrer langsame Lkw überholen können.
Die Ortschaft Studánka soll langfristig eine östlich verlaufende Ortsumgehung erhalten. 1990 ist die Ortsumgehung Rumburks entstanden. Durch das Stadtzentrum der grenznahen Stadt fuhren vorher täglich bis zu 500 Lkw, welche die Lebensqualität in der Stadt wesentlich verschlechterten. Die Ortsumgehung ist Teil der I/9 und wird über einen Kreisverkehr östlich an Horní Jindřichov, einem Ortsteil Rumburks, zum tschechisch-deutschen Grenzübergang Richtung Neugersdorf geführt.

## Belege
1. ↑  denik.cz: Nejdelší most v České Lípě se drolí. Ředitelství silnic a dálnic chystá opravu
2. ↑  Freytag & Berndt Autoatlas Česko, Ausgabe 2010, ISBN 978-80-7316-056-2
3. ↑  Melnik obchvat 3. a 4. stavba. Ředitelství silnic a dálnic s.p., Januar 2024, abgerufen am 16. April 2024 (tschechisch).
4. ↑  I/9 Jestřebí - OK s I/38. Ředitelství silnic a dálnic s.p., September 2023, abgerufen am 16. April 2024 (tschechisch).
5. ↑  zdopravy.cz: Rušná křižovatka u České Lípy prošla proměnou, je z ní okružní kvůli větší bezpečnosti
6. ↑  I/9 Jestřebí - Sosnová. Ředitelství silnic a dálnic s.p., Januar 2024, abgerufen am 16. April 2024 (tschechisch).
7. ↑  V České Lípě začaly opravy mostu na průtahu I/9. 30. September 2022, abgerufen am 22. August 2023 (tschechisch).
8. ↑  Silnice I/9 Dubice – Dolní Libchava – (Sosnová – II/262). Ředitelství silnic a dálnic s.p., April 2024, abgerufen am 16. April 2024 (tschechisch). (PDF; 969 KB)
9. ↑  Silnice I/9 Nový Bor – Dolní Libchava. Ředitelství silnic a dálnic s.p., März 2024, abgerufen am 16. April 2024 (tschechisch).
10. ↑  Silnice I/9 Nový Bor – Svor, zkapacitnění. Ředitelství silnic a dálnic s. p., April 2024, abgerufen am 16. April 2024 (tschechisch). (PDF; 815 KB)
11. ↑  I/9 Svor. Ředitelství silnic a dálnic s. p., Februar 2024, abgerufen am 16. April 2024 (tschechisch).